# Mombercelli
Mombercelli (Mombërsèj in piemontese) è un comune italiano di 2 046 abitanti della provincia di Asti in Piemonte.

## Geografia fisica
Mombercelli si adagia sulla dolce collina del Valtiglione a sud di Asti, in una zona famosa per i suoi vigneti e noccioleti, e che alimenta un'importante produzione vinicola.
Si divide essenzialmente in 3 zone: Il Pontetto, la Piana e la piazza, ma il territorio collinare si allarga anche nelle case sparse di frazioni Costarossa, Roeto, Tocco, Variala, Bronzino, ecc. Il paese è collegato solo da strade provinciali, a ovest con l'adiacente Montegrosso d'Asti, a nord con i territori del Parco naturale di Rocchetta Tanaro, a sud si collega con Castelnuovo Calcea e più a sud-est con la più famosa cittadina di Nizza Monferrato. Il motto del paese, Hospes veniat, fugiat hostis (l'ospite venga, l'ostile fugga), propone benvenuto e accoglienza a chi sa apprezzare questo scorcio di collina.

## Storia
Mombercelli nacque nel X secolo, molto probabilmente come borgo fortificato longobardo, insieme alle vicine terre di Malamorte (l'attuale Belveglio) e Vigliano d'Asti. Documenti più certi lo danno sicuramente nel 1125 come parte di un feudo Imperiale che comprendeva principalmente i territori di Rocca d'Arazzo, Rocchetta Tanaro, Vinchio, Castelnuovo Calcea, ecc. sotto il dominio di Loreto d'Asti, località presso l'attuale Costigliole d'Asti.
Sull'origine del suo nome si avanzano diverse ipotesi:  mons bergerum, nome latino dato al rilievo collinare, il piemontese mont birchà, indicante le betulle del luogo, ma molto più probabilmente il longobardo mombirsàn, cioè luogo di caccia.
Nel 1160, i signori di Asti strinsero degli accordi col Marchesato del Monferrato per un'alleanza militare al fine di edificare una propria torre nel recinto fortificato di Mombercelli, al confine dei territori, cioè l'attuale castello, oggi in disuso.

In quel periodo vi furono scontri tra le famiglie guelfe e ghibelline, a più riprese, con saccheggi e delimitazioni dei territori astigiani in cui vennero coinvolte le casate del Marchesato di Manfredo di Lanerio - De Canelio (da cui deriva l'attuale Canelli), fino al marchesato di Finale e Cortemilia e Boverio, per concludersi alla cessione, intorno al 1305, del territorio mombercellese a tal Martino Alfieri, del ramo di casata omonima e tesoriere di corte di Amedeo V di Savoia come ricompensa dei suoi servigi.

Qualche decennio dopo, nel 1342, Mombercelli passò in possesso a Galeazzo II Visconti, già co-signore di Milano; il borgo restò sotto il Ducato di Milano per quasi quattro secoli, sino all'inizio del Settecento. In questo periodo Mombercelli fu affidata alla casata milanese dei Maggiolini e Scarampi, che abitarono il castello fino al Seicento, insieme alla nobile famiglia dei Bellone, ma anche agli Asinari marchesi di Bernezzo.

La presenza del maniero fortificato fu, all'epoca, un costante problema per i mombercellesi, costretti a veder transitare continuamente truppe militari, banditi, sbandati e viandanti vari. Durante la guerra tra Cristina di Francia ed i cognati Principi Tommaso e Maurizio, Mombercelli fu quindi occupata dai francesi fino al 1650, per passare poi agli spagnoli. Dopo la Guerra di successione spagnola, per cessione dell'Austria, Mombercelli passò a Vittorio Amedeo II di casa Savoia e divenne ufficialmente parte del Regno di Sardegna nel 1736, per poi annettersi all'Unità d'Italia.
Negli anni della seconda guerra mondiale, tra il 1940 e il 1943, furono internati a Mombercelli 19 profughi ebrei (incluse famiglie con bambini). Dopo l'8 settembre 1943, con l'occupazione tedesca, il gruppo prontamente si disperse. Alla fine tutti gli internati riuscirono a salvarsi (alcuni rimanendo nascosti in zona, altri dirigendosi al Sud incontro all'esercito alleato).

## Società

### Evoluzione demografica
Abitanti censiti

## Cultura

### Musei
- MUSarMO - Museo civico d'arte moderna e contemporanea (Sito istituzionale)
- Museo storico della vite e del vino

### Associazioni
- Croce Verde Mombercelli ODV

Fondata nel 1985, la croce verde offre ai paesani servizi 118 e sociali con mezzi attrezzati per carrozzine e autoambulanze.

### Eventi
- Gir@idee - Scuole in mostra (secondo sabato di maggio)
- Festeggiamenti patronali alla Piana (secondo weekend di luglio)
- Processione dell'Assunta (15 agosto): i festeggiamenti hanno inizio la sera del 14 agosto nel prato antistante il Santuario della Madonna di Fontanabuona, dove ha luogo il tradizionale concerto. Il pomeriggio del 15 si tiene la solenne messa concelebrata davanti al Santuario, con i sacerdoti e i fedeli provenienti da tutti i paesi della Val Tiglione. Segue la grande processione nei prati con la Banda Musicale di Mombercelli, durante la quale i giovani di Leva dell'anno portano la statua lignea della Madonna Assunta.
- Processione del Tocco

A fine maggio alla chiesetta dedicata alla Madonna di Fatima viene svolta una solenne processione, dove lungo il percorso vi sono stupende luminarie e a bordo strada bellissimi lumini colorati con candele. 
- Festeggiamenti patronali in Piazza (ultimo weekend di agosto)
- Fiera nazionale del Tartufo (il terzo weekend Sabato e Domenica di ottobre)

## Economia

### Enologia
Come tutto l'Astigiano, Mombercelli è la culla della coltivazione vinicola piemontese di qualità, in cui spiccano i vitigni dei rossi Barbera e Grignolino prodotti nella Cantina Sociale Terre Astesane. Vi si producono altri vini come il Cortese dell'Alto Monferrato, il Dolcetto, l'Albarossa, la Freisa, lo Chardonnay e il Sauvignon. Vi si producono anche vini da dessert come il Moscato d'Asti, il Brachetto e uno spumante metodo classico brut. Oltre alla Cantina Sociale vi sono produttori privati che vinificano altrettanti vini pregiati.

### Agricoltura
È attualmente l'unico luogo di produzione del carciofo astigiano (o carciofo della Valtiglione).

## Amministrazione
| Periodo          | Periodo          | Primo cittadino           | Partito                               | Carica      | Note          |
| ---------------- | ---------------- | ------------------------- | ------------------------------------- | ----------- | ------------- |
| 17 dicembre 1944 | 12 maggio 1945   | Giovanni Battista Ferrero |                                       | Comm. pref. |               |
| 12 maggio 1945   | 12 aprile 1946   | Massimo Dagna             |                                       | Sindaco     |               |
| 12 aprile 1946   | 10 giugno 1956   | Giovanni Battista Tiotto  |                                       | Sindaco     |               |
| 10 giugno 1956   | 25 ottobre 1958  | Franco Ferrero            |                                       | Sindaco     |               |
| 25 ottobre 1958  | 2 aprile 1960    | Celestino Gatto           |                                       | Sindaco     |               |
| 2 aprile 1960    | 14 novembre 1960 | Franco Ferrero            |                                       | Sindaco     |               |
| 14 novembre 1960 | 25 giugno 1970   | Giovanni Toletti          |                                       | Sindaco     |               |
| 25 giugno 1970   | 9 febbraio 1972  | Nicola Biglia             |                                       | Sindaco     |               |
| 9 febbraio 1972  | 18 luglio 1975   | Aldo Barbero              |                                       | Sindaco     |               |
| 18 luglio 1975   | 27 giugno 1978   | Renato Canapero           |                                       | Sindaco     |               |
| 27 giugno 1978   | 6 aprile 1979    | Nicola Biglia             |                                       | Sindaco     |               |
| 6 aprile 1979    | 21 giugno 1980   | Aldo Barbero              |                                       | Sindaco     |               |
| 21 giugno 1980   | 31 maggio 1985   | Pier Luigi Graziano       |                                       | Sindaco     |               |
| 31 maggio 1985   | 7 maggio 1990    | Renato Canapero           |                                       | Sindaco     |               |
| 7 maggio 1990    | 23 aprile 1995   | Renato Canapero           |                                       | Sindaco     |               |
| 23 aprile 1995   | 31 maggio 1999   | Renato Canapero           | Lista civica Per Mombercelli          | Sindaco     | [ 10 ] [ 11 ] |
| 13 giugno 1999   | 12 giugno 2004   | Pierguido Drago           | Lista civica Per Mombercelli          | Sindaco     |               |
| 12 giugno 2004   | 7 giugno 2009    | Pierguido Drago           | Lista civica Per Mombercelli          | Sindaco     |               |
| 7 giugno 2009    | 11 febbraio 2012 | Chiara Castino            | Lista civica Rinascita di Mombercelli | Sindaco     | [ 12 ]        |
| 11 febbraio 2012 | 7 maggio 2012    | Paolo Giuseppe Ponta      | Spiccate il volo                      | Comm. pref. |               |
| 7 maggio 2012    | 12 giugno 2017   | Luigi Torchiano           | Lista civica Insieme per Mombercelli  | Sindaco     |               |
| 12 giugno 2017   | 12 giugno 2022   | Ivan Ferrero              | Lista civica Momber c'è               | Sindaco     |               |
| 12 giugno 2022   | in carica        | Ivan Ferrero              | Lista civica Momber c'è               | Sindaco     |               |

### Gemellaggi
- Villedieu-sur-Indre